# Ein Shemer (manzana)
Ein Shemer es el nombre de la variedad cultivar de manzano (Malus domestica).
Obtención desarrollada por Abba Stein en el kibbutz de "Ein Shemer" en Israel en la década de 1950. Las frutas son de una maduración muy temprana y le va bien los climas cálidos USDA Hardiness Zones 8-10.

## Historia
'Ein Shemer' es una obtención desarrollada por Abba Stein en el kibbutz "Ein Shemer" en Israel en la década de 1950, para lograr una manzana Golden Delicious, que se puede cultivar en Zonas casi tropicales. Una manzana normal necesita más de 500 horas de enfriamiento para poder desarrollar la flor, pero 'Ein Shemer' florece incluso con menos de 300 horas, por lo que puede cultivarse en climas cálidos tal como USDA Hardiness Zones 8-10 correspondientes al sur de California y el sur de Texas.
'Ein Shemer' está obtenida por el cruce de 'Zabidani' x 'Golden Delicious', está recomendada para USDA Hardiness Zones 5–9, o también 6–9.
'Ein Shemer' fue importado por primera vez a los Estados Unidos en 1967. Está aprobada por el Departamento de Agricultura de los Estados Unidos para ser resistente en las zonas 4 a 8. Los productores han notado que se puede cultivar tan al sur como la zona 9 y en casi todas las zonas de los Estados Unidos donde las condiciones son frescas en invierno y cálidas y soleadas en verano. La primera plantación comercial del manzano 'Ein Shemer' provino de la plantación de brotes plantados en el campus de la Universidad de la Florida en Gainesville.

## Características
'Ein Shemer' son manzanas de tamaño mediano a grande con forma redonda cónica, que tiene un aspecto similar al de la manzana 'Golden Delicious'. La piel de la manzana 'Ein Shemer' tiene un tono amarillo-verdoso, que pasa a amarillo-oro cuando está madura, y que a menudo alcanza su punto máximo con tonos rojos, con un rubor rojo en la cara expuesta al sol. Su interior es de color blanco cremoso con una carne de textura crujiente.
'Ein Shemer' florece y se cosecha en una estación muy temprana, estando lista para la cosecha cuatro meses después de la polinización, dando una cosecha abundante y se mantiene fresca de 2 a 3 semanas.

## Usos
Es excelente para comer en fresco como fruta de mesa. Una gran manzana para hornear, la manzana 'Ein Shemer' ofrece un sabor dulce con notas semiácidas y mantiene la forma durante la cocción.

## Ploidismo
Diploide. Una variedad autopolinizante. 
'Ein Shemer' se usa comúnmente como polinizador para otra manzana de la misma región de origen, la manzana 'Anna'.
Generalmente se cultiva junto con los también cultivares 'Dorsett Golden' y 'Anna', todos los cuales  pueden cultivarse en climas cálidos y proporcionar polinización cruzada el uno para el otro.